# Dobromir Sośnierz
Dobromir Andrzej Sośnierz, né le 18 octobre 1976 à Katowice, est un homme politique polonais. Membre du parti Liberté, il est député européen depuis le 22 mars 2018, remplaçant alors Janusz Korwin-Mikke.

## Biographie
Lors des élections européennes de 2014, il se classe, sans succès, à la quatrième place de la liste du Congrès de la Nouvelle Droite en Silésie. Il obtient 1 165 voix, soit le deuxième meilleur score de la liste derrière le chef du parti, Janusz Korwin-Mikke. Plus tard, il rejoint le parti KORWiN, depuis baptisé Liberté. En mars 2018, à la suite de la démission de Janusz Korwin-Mikke, il intègre le Parlement européen.